# Pholidocercus
Pholidocercus ist eine heute ausgestorbene Gattung insektenfresserartiger Säugetiere. Sie lebte im Mittleren Eozän vor rund 47 Millionen Jahren und ist nur aus der Grube Messel in Hessen anhand mehrerer, teils vollständiger Skelette bekannt. Die eher kleinwüchsigen und langschwänzigen Tiere lebten bodenbewohnend und ernährten sich allesfresserisch von Pflanzen und Insekten. Auffallendste Merkmale waren eine Hornplatte auf dem Schädel und eine aus Knochenplättchen bestehende Schutzpanzerung des Schwanzes. Allgemein wird die Gattung der Familie der Amphilemuridae zugewiesen, welche nach Meinung einiger Forschern mit den heutigen Igeln in näherer Beziehung steht. Anderen Untersuchungen zufolge kommt für die Familie auch eine engere Bindung an die Rüsselspringer in Betracht. Die Erstbeschreibung von Pholidocercus erfolgte 1983.

## Beschreibung
Pholidocercus war ein kleines, gedrungen gebautes, insektenfresserähnliches Säugetier, das eine Kopf-Rumpf-Länge von rund 19 cm und eine Schwanzlänge von gut 16 bis 18 cm besaß. Ein allgemeines Merkmal stellen die eher kurzen Beine dar. Der Schädel maß etwa 5,5 cm, durch Sedimentauflast sind die bekannten Schädel aber weitgehend verdrückt. Allerdings findet sich auf dem Nasen- und Stirnbein ein scharf begrenzter Bereich mit tiefen Gefäßrinnen, die die Ausbildung einer Hornplatte oder Hautschwiele befürworten. Am Unterkiefer waren drei Foramina mentalia ausgebildet, je eines unter dem zweiten und vierten Prämolar und unter dem ersten Molar. Das Gebiss umfasste die vollständige Zahnanzahl der frühen Höheren Säugetiere, entsprechend lautet die Zahnformel folgendermaßen: {\displaystyle {\frac {3.1.4.3}{3.1.4.3}}} Die vor den Molaren liegenden Zähne waren kaum stärker differenziert und besaßen weitgehend eine Spatelform. Im Oberkiefer wiesen der erste Schneidezahn und der Eckzahn eine größere Gestaltung auf, im Unterkiefer der Eckzahn und die Prämolaren, die hier zudem etwas modifizierter waren. Einzig der hinterste Prämolar zeigte Ansätze einer Molarisierung und ähnelte dadurch mehr den hinteren Backenzähnen, zudem war er deutlich größer als die vorangehenden Zähne. Die Molaren besaßen mehrere, deutlich gerundete Zahnschmelzhöckerchen (bunodont), die zu einem typisch tribosphenischen Kauflächenmuster angeordnet waren. Das heißt, dass drei Höckerchen eine charakteristische Dreiergruppe bildeten (Trigon), die durch eine tiefe Rinne von den anderen getrennt war (Talon). Die größten Zähne stellten die jeweils ersten beiden Molaren dar, die eine Länge von 3,6 bis 3,9 und eine Breite von 4 bis 4,4 mm erreichten.
Das Körperskelett ist weitgehend gut dokumentiert. Die Wirbelsäule setzte sich aus höchstwahrscheinlich 7 Hals-, 11 rippentragenden Brust-, 8 Lenden-, 2 Kreuzbein- und 24 Schwanzwirbeln zusammen. Die Dornfortsätze der Brustwirbel waren langschmal und nach hinten gerichtet, bis zum zehnten Wirbel, wo dieser aufrecht stand. Die Lendenwirbel hatten dagegen breite und kurze Dornfortsätze ausgebildet. Generell besaßen die Schwanzwirbel eine lange und schmale Form. Allerdings trat hier als einzigartige Bildung ein Schutzpanzer vom 4. bis zu 16. Wirbel auf, der aus ringförmig angeordneten Knochenplättchen bestand. Die Knochenplättchen waren aus Hautverknöcherungen (Osteoderme) entstanden und besaßen eine annähernd rechteckige Form. Die einzelnen Ringe überlappten sich dachziegelartig von vorn nach hinten und waren so zueinander gedreht, dass die Anordnung der einzelnen Knochenplättchen mauerartig erschien. Im vorderen Schwanzabschnitt bestand jeder Ring aus 15 bis 18 Plättchen, im mittleren aus 10, im hinteren konnte dies nicht genau festgestellt werden.
Am Bewegungsapparat sind nur wenige Besonderheiten auszumachen. Der Oberarmknochen war gestreckt und bis zu 3,3 cm lang. Elle und Speiche waren nicht verwachsen, sondern vollständig getrennt. Das obere Ellengelenk (Olecranon) verfügte über keine besondere Streckung, längs über den Schaft der bis zu 2,6 cm langen Elle lief eine Rille als Muskelansatzstelle. Der Oberschenkelknochen erreichte bis zu 3,8 cm Länge und war ebenfalls gerade verlaufend. Am Schaft trat ein deutlich ausgedehnter Dritter Trochanter als Muskelansatzstelle auf, der etwa zwei Drittel der Schaftlänge beanspruchte. Die Knochen des Unterschenkels – Schien- und Wadenbein – waren im unteren Bereich miteinander verwachsen. Die Länge des Schienbeins entsprach der des Oberschenkelknochens oder übertraf diese leicht. Arme und Beine endeten in jeweils fünf Strahlen. Dabei war sowohl an den Händen als auch an den Füßen der Mittelstrahl (III) am stärksten ausgebildet, die jeweils äußersten (I und V) am kürzesten. Im Gegensatz zum nahe verwandten Macrocranion bestanden an den Füßen keine auffälligen Verlängerungen der Mittelfußknochen und Phalangen. Die Endglieder der Phalangen an Hand und Fuß besaßen vorn deutliche Einspaltungen, die auf kräftig verankerte, lange Krallen schließen lassen. Aus der Form der Endphalangen kann gefolgert werden, dass diese aber weder besonders breit noch schmal waren. Der gesamte Fuß maß bis zu 4,4 cm.

## Fossilfunde

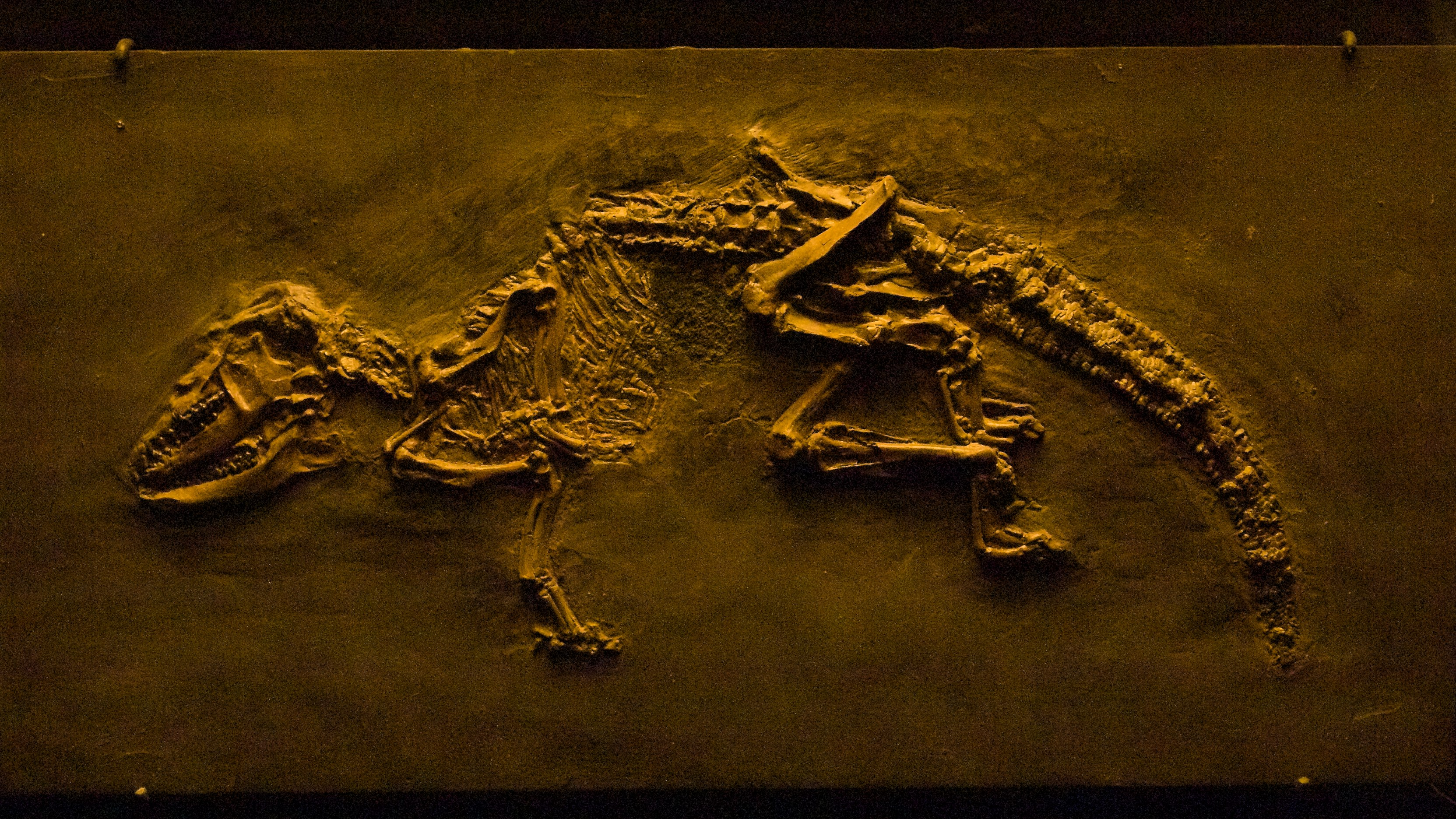
Skelett von Pholidocercus

Pholidocercus ist bisher nur aus Mitteleuropa überliefert, Funde stammen hier aus der Grube Messel bei Darmstadt in Hessen. Die Fundstelle wird in das Mittlere Eozän datiert und ist rund 47 Millionen Jahre alt. Das bisher bekannte Material umfasst wenigstens zehn Individuen, darunter drei weitgehend vollständige Skelette, ein Teilskelett ohne Schädel und ein isolierter Schädel. Die Skelette lagen – wie für die der meisten Höheren Säugetiere von Messel üblich – in Seitenlage, wobei drei rechtsseitige und ein linksseitiges vorkommen. Vor allem bei dem schädellosen Skelett ist die Hornbeschuppung des Schwanzes hervorragend überliefert. Von den fünf bekannten Individuen ist nur eines vollständig ausgewachsen, drei sind sub- oder jungadult, der Fund ohne Schädel kann keiner genauen Altersstufe zugewiesen werden.

## Paläobiologie

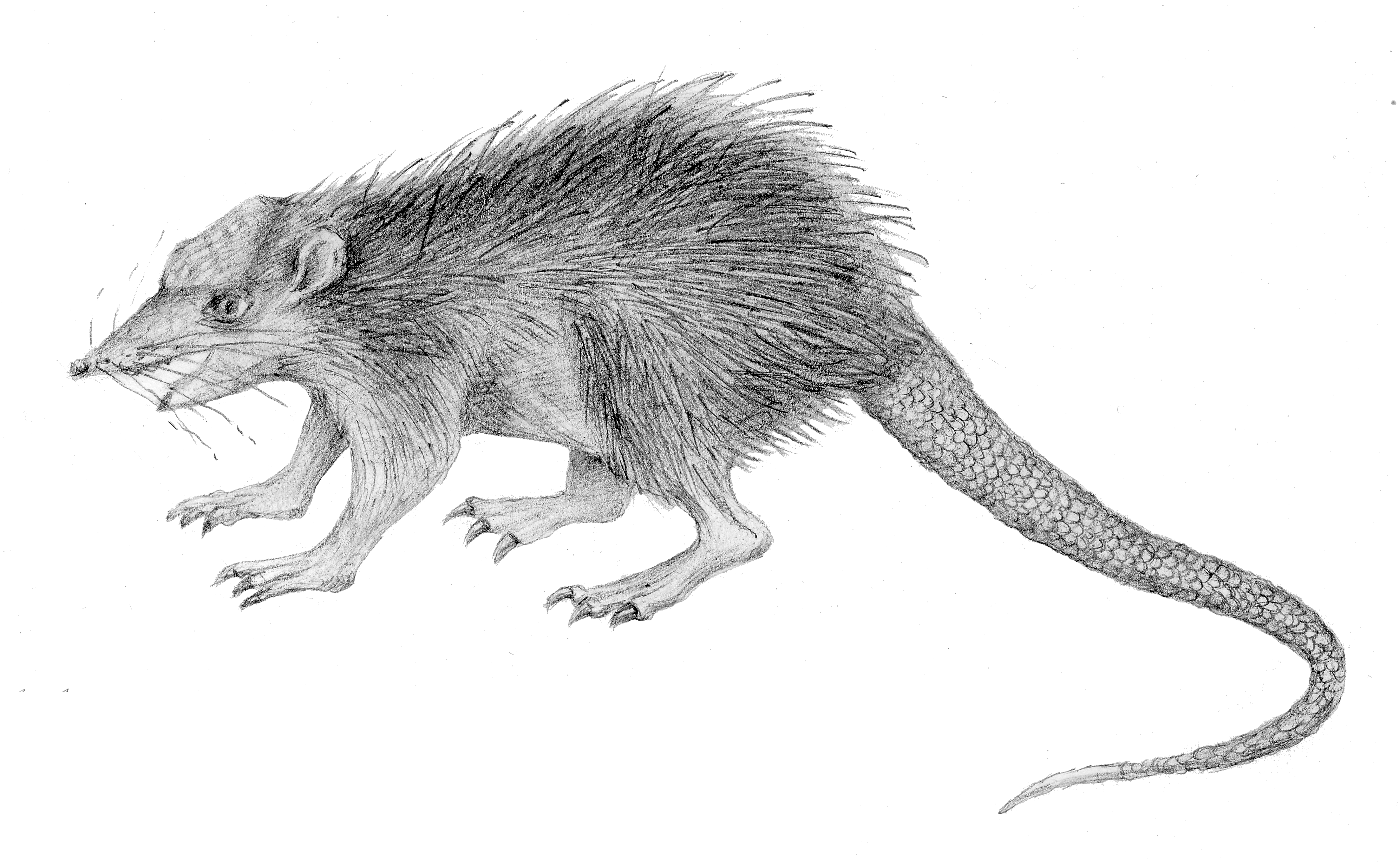
Lebendrekonstruktion von Pholidocercus

Das wenig spezialisierte Vordergebiss und die markant bunodonten Molaren lassen auf eine allgemein allesfresserische Lebensweise schließen, ähnlich wie es auch beim nahe verwandten Macrocranion der Fall ist. Da die Zahnmorphologie der hinteren Backenzähne bei Pholidocercus durch die deutlich gerundeten Zahnschmelzhöckerchen noch einfacher gestaltet ist, kann ein erhöhter Anteil weicherer Nahrungsbestandteile angenommen werden. Drei der Messeler Skelette enthielten Nahrungsreste im Magen-Darm-Bereich. Bei zwei der untersuchten Proben wurde neben Sand ein größerer Anteil an pflanzlichen Resten gefunden, wie Blattteile und nicht bestimmbares Material. Daneben wurden auch Chitinfragmente von Insekten identifiziert. Ein drittes Individuum besaß zahlreiches Insektenmaterial im Verdauungstrakt. An Pflanzen sind hier Reste von Früchten überliefert. Demnach lebte Pholidocercus tatsächlich omnivor, wobei der aufgefundene Sand darauf hinweist, dass die Tiere ihre Nahrung vorwiegend am Boden suchten.
Das Körperskelett zeigt nur wenige Spezialanpassungen. Auffällig sind die längeren Hinterbeine gegenüber den kürzeren Vorderbeinen. Bezogen auf die Länge der Rumpfwirbelsäule erreichen die einzelnen Abschnitte des Vorderbeins (Oberarm, Unterarm und Hand) jeweils zwischen 18 und 28 %, die entsprechenden Abschnitte des Hinterbeins (Oberschenkel, Unterschenkel und Fuß) jeweils zwischen 35 und 39 %. Es gleicht im Verhältnis somit jenem der Eigentlichen Spitzhörnchen (Tupaia), wodurch eine gewisse Sprungfähigkeit bei der Fortbewegung angenommen werden kann. Dafür spricht unter anderem auch der weit ausgedehnte dritte Trochanter am Oberschenkelknochen. Da aber die unteren Beinabschnitte der Hinterextremitäten nicht übermäßig verlängert sind, wie das bei Macrocranion der Fall ist, kann eine zweibeinig hüpfende Fortbewegung ausgeschlossen werden. Entgegen den heutigen Eigentlichen Spitzhörnchen, die zum Großteil baumbewohnend leben, sind bei Pholidocercus die Endphalangen nicht verschmälert und hoch, was typisch für Krallenkletterer ist. Auch weisen die Außenstrahlen der Hände und Füße deutliche Kürzungen auf, die die Greiffähigkeit einschränken. Ein häufiges Klettern in den Bäumen kann dadurch ebenfalls ausgeschlossen werden. Eine Verbreiterung der Hände oder eine Verlängerung des Mittelstahls mit kräftiger Kralle ebenso wie ein ausgedehntes Gelenk am oberen Ende der Elle fehlten, allgemein Hinweise auf eine grabende Tätigkeit wie bei den Gürteltieren und Schuppentieren, womit auch eine derartige Lebensweise nicht anzunehmen ist. Es ist jedoch möglich, dass die gespaltenen Endphalangen ein gewisses Scharren im Boden erlaubten, wobei die Spalten zur festen Verankerung der Krallen dienen. Somit lebte Pholidocercus weitgehend bodenbewohnend, der gelegentlich im Untergrund nach Nahrung wühlte. Möglicherweise erfolgte letzteres mit Stirn und Nase, worauf die schwielige Stirnplatte hindeutet.
Anhand eines Skelettes ließ sich auch die Fellbedeckung rekonstruieren, die sich als Nachzeichnung durch Bakterien (Bacteriographie) im umgebenden Sediment erhalten hatte. Dadurch ist ein Haarkleid bestehend aus langen und kräftigen Borsten nachgewiesen, das Ähnlichkeiten zu dem der Haarigel (Hylomyinae) erkennen lässt. Die längeren Hinterbeine verhinderten bei Pholidocercus ein Einrollen, wie dies bei den heutigen Stacheligeln (Erinaceinae) der Fall ist, die etwa gleich lange Vorder- und Hinterbeine haben. Weiterhin ließen sich die Borsten bei Pholidocercus wohl auch nicht analog den Stacheligeln bei Gefahr aufrichten. Dafür sprechen die langen, nach hinten gerichteten und so unspezialisierten Dornfortsätze der Brustwirbel. Heutige Haarigel besitzen dagegen stark spezialisierte kurze und nach oben orientierte Dornfortsätze, die mit einer geringen seitlichen Drehbewegung des Vorderkörpers in Verbindung stehen. Sie sind eine Folge der Bildung einer extrem kräftigen Längsmuskulatur des Rückens, die das Aufrichten der Stachel bei den Haarigeln zulässt. Als effektive Schutzeinrichtung kann bei Pholidocercus aber der Schwanz mit seinen sich überlappenden Hornschuppen angesehen werden, eventuell hatte auch die Hornplatte auf dem Schädel einer derartige zusätzliche Funktion.

## Systematik
Pholidocercus ist eine Gattung aus der heute ausgestorbenen Familie der Amphilemuridae. Die Familie zeichnet sich unter anderen durch die für Höhere Säugetiere ursprüngliche Zahnanzahl im Gebiss aus. Dabei stehen die unteren Zähne in einer geschlossenen Reihe und neigen im vorderen Abschnitt zunehmend nach vorn. Außerdem sind sie alle einwurzelig. Häufig werden die Amphilemuridae als sehr ursprüngliche Vertreter der Erinaceomorpha angesehen und stehen dadurch den heutigen Igeln nahe. In die nähere Verwandtschaft gehören dabei unter anderem Macrocranion und Amphilemur. Von ersterem sind zahlreiche Skelette aus Messel überliefert, letzterer ist mit einzelnen Unterkieferfragmenten aus dem Geiseltal bekannt. Die Erinaceomorpha (diese waren ursprünglich Teil der Insektenfresser) stellen ein Mitglied der Überordnung der Laurasiatheria dar, eine der vier großen Hauptlinien der Höheren Säugetiere. Bereits Ende der 1980er Jahre wurde aber die Vermutung geäußert, dass aufgrund von Zahn- und Schädelmerkmalen ein Verweis zu den Insektenfressern nicht gesichert sei. So sehen weitere Untersuchungen die Amphilemuridae und die nahe verwandten Adapisoricidae in der Ahnenreihe der afrikanischen Rüsselspringer (Macroscelidea), was hauptsächlich mit der Zahnmorphologie begründet wird. Aus diesem Grund müssten die Amphilemuridae einschließlich Pholidocercus der Überordnung Afrotheria zugewiesen werden. Nach weiteren Untersuchungen könnte für die Amphilemuridae ein Verbleib in der näheren Igel-Verwandtschaft bestehen bleiben.
Die wissenschaftliche Erstbeschreibung von Pholidocercus erfolgte durch Wighart von Koenigswald und Gerhard Storch im Jahr 1983. Grundlage dafür bildeten die fünf bekannten Individuen aus der Grube Messel, wobei der Holotyp (Exemplarnummer HLMD 7577) das vollständige Skelett eines ausgewachsenen Tieres umfasst, dem aber der hintere Schwanz fehlt, während einige Zähne der rechten Schädelhälfte und einzelne Osteoderme isoliert vorliegen. Das Objekt befindet sich heute im Hessischen Landesmuseum in Darmstadt. Der Gattungsname Pholidocercus leitet sich von den griechischen Wörtern φολίς, φολίδος (pholís, pholídos „Schuppe“) und κέρκος (kérkos „Schwanz“) her und bezieht sich auf die auffällige Schwanzpanzerung. Einzige anerkannte Art ist Pholidocercus hassiacus, wobei der Artzusatz die Fundlandschaft Hessen referiert. In ihrer Erstbeschreibung verwiesen die Autoren die Gattung in die Familie Amphilemuridae. Das nahe verwandte Macrocranion, unter anderem aus Messel überliefert, wurde dagegen im Laufe der Forschungsgeschichte in unterschiedliche Familien einbezogen, erst 1995 erfolgte eine eindeutige Zuweisung zu den Amphilemuridae.